# Elena Rayer
Pour les articles homonymes, voir Rayer.
Elena Rayer (parfois nommée Ellie Rayer) née le 22 novembre 1996 à Maidenhead en Angleterre, est une joueuse de hockey sur gazon internationale anglaise qui joue comme milieu de terrain ou attaquant pour l'Angleterre et la Grande-Bretagne,.
Rayer joue au hockey de club dans la Premier Division pour le East Grinstead.